# Euchalinus
Euchalinus is een geslacht van insecten uit de orde vliesvleugeligen (Hymenoptera) en de familie Ichneumonidae.

## Soorten
- E. annulipes (Cameron, 1903)
- E. anomalus (Betrem, 1941)
- E. balteatus (Cameron, 1905)
- E. bicingulatus (Szepligeti, 1916)
- E. flavipes (Cameron, 1903)
- E. multimaculatus Kusigemati, 1986
- E. pedalis Townes, Townes & Gupta, 1961
- E. pugnatus (Cameron, 1907)
- E. pulchripes (Szepligeti, 1916)
- E. respondens (Cameron, 1904)
- E. reticulatus (Cameron, 1904)
- E. sciolus (Tosquinet, 1903)
- E. sundaicus (Betrem, 1941)
- E. variegatus (Szepligeti, 1908)